# Wigry Suwałki
Wigry Suwałki ist ein polnischer Fußballverein aus Suwałki in der Woiwodschaft Podlachien. Von 2014 bis 2020 gehörte der Verein der 1. Liga, der zweithöchsten polnischen Spielklasse, an.

## Geschichte
Der Verein Wigry Suwałki wurde 1947 gegründet und spielte zu Beginn in der 2. Liga Ost. Der Verein unterhält weitere Abteilungen wie Volleyball, Boxen, Skifahren, Bogenschießen, Tischtennis und Handball.
Der Fußballverein hat aufgrund seiner Vereinsfarben den Spitznamen Biało-Niebiescy, die Weiß-Blauen. Das Namensrelikt Wigry ist dem nahe der Stadt gelegenen See entlehnt. 2014 feierte der Verein mit dem Aufstieg in die 1. Liga seinen bis dahin größten Erfolg. Im Jahr 2017 stand der Verein im Halbfinale des Polnischen Fußballpokals. Am Ende der Saison 2019/20 stieg Wigry als Tabellenletzter in die 2. Liga ab. Nach dem Ende der Saison 2021/22 zog sich der Verein in die IV. Liga, der fünfthöchsten Spielklasse im polnischen Ligasystem, zurück, wobei der Klub seitdem in der Grupa Podlaska, der Spielstaffel für die Woiwodschaft Podlachien antritt.
Zwischen Wigry Suwałki und den Vereinen Jagiellonia Białystok (aus der Bezirkshauptstadt) und Sparta Augustów, die ebenfalls in der Woiwodschaft Podlachien beheimatet sind, besteht eine intensive Rivalität.

## Erfolge
- Halbfinale im Puchar Polski 2016/17